# Эттингер, Шмуэль
Шмуэль Эттингер (24 июня 1919, Киев — 1988, Лондон (похоронен в Иерусалиме)) — израильский историк. Доктор философии по истории (1956), профессор (1965).

## Биография
Примерно в 1927 году с семьёй переехал в Ленинград.
В 1935 году, заплатив советским властям плату за выезд в размере тысячи долларов (по ценам того времени), семья эмигрировала в Эрец Исраэль и прибыла в Тель-Авив.
С 1936 по 1941 год он учился на бакалавра в Еврейском университете в Иерусалиме. В то же время он учился в Хевронской йешиве в Иерусалиме. Приблизительно в 1936–1937 годах он стал членом еврейской секции подпольной Палестинской коммунистической партии.
В 1945 году стал одним из основателей Коммунистического просветительского союза в Эрец-Исраэль. В 1946 году в составе делегации союза посетил страны Восточной Европы. В созданной в ноябре 1948 года объединённой Коммунистической партия Израиля Эттингер был назначен членом редакции центрального органа «Кол ха-‘ам» и введен в центральный комитет (до 1949).
В 1951 году защитил магистерскую диссертацию о Г. Греце. В 1951—1952 годах был в научной командировке в Институте славянских исследований в Лондонском университете, где работал над докторской диссертацией.
С 1952 года — преподаватель на кафедре еврейской истории Еврейского университета в Иерусалиме.
В 1956 году под руководством Б. Динура защитил докторскую диссертацию по теме «Еврейское население Украины от Люблинской унии до погромов 5408 г. (1569—1648)».
С 1965 года — профессор еврейской истории нового времени.
До пенсии, на которую вышел в 1987 году, преподавал в Еврейском университете.

## Избранные публикации
Автор более 200 публикаций (на разных языках на иврите, английском и русском языках и в переводе на идиш, японский, итальянский и другие языки).
- Автор статей в «Энциклопедии иудаика[англ.]» (1971—1972)
- Редактор ежеквартальника по еврейской истории «Цион» (1960—1988), сборника статей в честь 70-летия И. Бера (1960), книги «Пути еврейской истории» Ц. Греца (1969), книги памяти И. Бера (1979), сборников «Милет» (1983, 1985) и сборника «Нация и её история» (тт. 1—2, 1984).
- «Истории евреев в странах ислама» (тт. 1—3, 1981—1986).
- Его работы опубликованы в сборниках:
  - Кауфман И., Финкельстейн Л., Эттингер Ш.. Еврейская история и религия. — Библиотека Алия, 1990. — ISBN 965320128X[4].
  - Между Польшей и Россией, 1994.
  - История еврейского народа = History of the Jewish people / под ред. Ш. Эттингера. — Мосты культуры, Гешарим, 2001. — 688 с. — 3000 экз. — ISBN 5-93273-050-1.
  - Эттингер Ш. Россия и евреи: Сборник статей. — Библиотека Алия, 1993. — 324 c.
  - Эттингер Ш. «Россия и евреи». — 2003. — 321 с. — ISBN 965-320-504-8.